# Шартау, Франс-Альберт
Франс-Альберт Ваксал Шартау (англ. Frans-Albert Vaksal Schartau; 13 июля 1877, Кристианстад — 6 июня 1943, Чевлинге) — шведский стрелок, призёр летних Олимпийских игр.
Шартау принял участие в летних Олимпийских играх в Лондоне в соревнованиях по стрельбе из малокалиберной винтовки и пистолета. В первом виде он стал серебряным призёров в командных соревнованиях, а в индивидуальных занял девятое место в стрельбе по исчезающей мишени и не закончил стрельбу по подвижной. В стрельбе из пистолета он стал 18-м среди отдельных спортсменов и 5-м среди команд.
На следующих летних Олимпийских играх 1912 в Стокгольме Шартау соревновался в стрельбе из дуэльного пистолета, снова став 18-м.